# Bruttoprinzip
Das Bruttoprinzip ist ein Grundsatz der Rechnungslegung, wonach in Jahresabschlüssen und öffentlichen Haushalten korrespondierende Größen wie Forderungen/Verbindlichkeiten oder Einnahmen/Ausgaben in voller Höhe und getrennt voneinander auszuweisen sind.

## Allgemeines
Durch das Bruttoprinzip wird das Vollständigkeitsprinzip (Bilanzwahrheit) des § 246 HGB und die Bilanzklarheit verwirklicht sowie die Haushaltsgrundsätze (Haushaltswahrheit und Haushaltsklarheit) bei der Erstellung der Haushaltsplanung und im Haushaltsvollzug erfüllt. Hierdurch soll dem außenstehenden Leser der Jahresabschlüsse oder Haushalte ein vollständiges Bild der Vermögens-, Finanz- und Ertragslage vermittelt werden. Das Bruttoprinzip aus § 152 Abs. 8 AktG a. F. (AktG vom September 1965) ist als Verrechnungsverbot für alle Rechtsformen in das HGB übernommen worden.

## Rechtsfragen
Operativ umgesetzt wird das Bruttoprinzip durch Anwendung des Verrechnungsverbots. Danach dürfen gemäß § 246 Abs. 2 HGB Bilanzpositionen der Aktivseite nicht mit Posten der Passivseite und Aufwendungen nicht mit Erträgen verrechnet werden. Bei Haushalten stellen § 15 BHO (Bruttoveranschlagung) und § 35 BHO (Bruttonachweis) sowie § 12 HGrG (Bruttoveranschlagung) vergleichbare Vorschriften dar. Danach dürfen Einnahmen von den Ausgaben nicht vorweg abgezogen werden, Einnahmen auf Ausgaben vorweg nicht angerechnet werden und gleich hohe Einnahmen nicht mit gleich hohen Ausgaben verrechnet werden, indem eine Veranschlagung und Buchung unterbleibt. Zudem dürfen zu erwartende Einnahmen nicht mit den beabsichtigten Ausgaben des gleichen Verwendungszwecks verrechnet werden (Saldierungsverbot).

## Anwendung
Alle Jahresabschlüsse (auch Quartalsberichte, Zwischenberichte) und Haushalte unterliegen dem Bruttoprinzip. Bei Haushalten gilt die bundesrechtliche Regelung der BHO und des HGrG auch analog in den Landeshaushaltsordnungen (LHO) für die Länder und Gemeinden. Darüber hinaus ist das Bruttoprinzip für alle übrigen haushaltsführenden Stellen (etwa Kommunalunternehmen) maßgeblich.

## Ausnahmen
Es gibt nur wenige Ausnahmen vom Bruttoprinzip. Einzelwertberichtigungen dürfen bei Kreditinstituten von den zweifelhaften Forderungen abgesetzt werden (§ 340f Abs. 1 HGB). Außerdem schafft § 340c HGB bei Kreditinstituten eine Verrechnungsmöglichkeit für Erträge aus Zuschreibungen und Aufwendungen aus Abschreibungen sowohl im Handelsbuch (§ 340c Abs. 1 HGB; Saldierungszwang) als auch im Anlagebuch (§ 340c Abs. 2 HGB; Saldierungswahlrecht). Alle Unternehmen dürfen passivische latente Steuern mit den aktivischen verrechnen (§ 274 Abs. 1 HGB).